# Pseudomonas syringae
Pseudomonas syringae ist ein gramnegatives, stäbchenförmiges Bakterium der Gattung Pseudomonas. Es wurde im Jahr 1902 als Pflanzenpathogen des Gemeinen Flieders (Syringa vulgaris) isoliert. Da es die Eiskeimbildung von unterkühltem Wasser, welches bei absoluter Reinheit bis −40 °C flüssig bleibt, bis zu einer Temperatur von −1,5 °C katalysiert, ist es in der Landwirtschaft und Biotechnologie von Interesse.

## Merkmale
Pseudomonas syringae ist ein gramnegatives, stäbchenförmiges und bewegliches Bakterium. Es ist strikt aerob und produziert fluoreszierende Pigmente auf Medien, die wenig Eisen enthalten. Von anderen Arten der Gattung Pseudomonas wird es durch eine negative Reaktion in Oxidase- und Arginin-Dihydrolase-Tests unterschieden.

### Keimbildung
Eine Besonderheit des Bakteriums ist, dass intakte Zellen als organischer Keim für die Bildung von Wassereis dienen können. Hierbei katalysiert es den Prozess bis zu einer Temperatur von −1,5 °C. Dies ist insofern sehr effektiv, als die meisten organischen oder anorganischen Partikel, die zur Keimbildung genutzt werden, unter −10 °C aktiv sind.

## Vorkommen
Exakte Verbreitungsangaben fehlen. Jedoch zeigten Untersuchungen von eiskeimbildenden Mikroorganismen, dass diese allgegenwärtig auf Pflanzen (Phyllosphäre) verbreitet sind. Bei Erhebungen von 95 Pflanzenarten wurde bei fast allen Pseudomonas syringae gefunden. Inwiefern eine Abhängigkeit verschiedener Stämme von gewissen Pflanzenarten besteht, muss noch erforscht werden.
Diese Mikroorganismen gehören zu den eisbildenden Lebewesen, die auch für die Bildung von Schneeflocken und Regentropfen in Wolken verantwortlich sein können. Die Mikroorganismen verlassen manchmal die Phylosphäre und werden durch die Luft fortgetragen. So können sie auch in die kühlen hohen Luftschichten gelangen, wo sie für unterkühltes Wasser (winzige, −40 °C bis −1,5 °C kalte aber dennoch flüssige Wassertröpfchen) zum Kristallisationskeim werden, wie man es lange Zeit nur von festen Partikeln wusste. Zuerst als Schneeflocke, in tieferen Luftschichten häufig aufgetaut zu einem Regentropfen, fällt P. syringae als Niederschlag auf die Erde zurück, wo der Mikroorganismus neue Pflanzen besiedeln kann.

## Schadensbild
Pseudomonas syringae verursacht verschiedene Pflanzenkrankheiten wie Baumkrebs, Welke oder Flecken. Unterschiedliche Stämme, sogenannte Pathovare, befallen hierbei unterschiedliche Pflanzenarten, darunter einige wichtige Nutzpflanzen. Ursprünglich waren 48 Pathovare bekannt. Nach genetischen Analysen wurden viele davon jedoch anderen Pseudomonas-Arten zugeordnet. Folgende Pathovare von Pseudomonas syringae sind bekannt:
- Pseudomonas syringae pv. aceris befällt Ahorne (Acer)
- Pseudomonas syringae pv. actinidiae befällt Chinesischer Strahlengriffel (Actinidia chinensis) und ist verantwortlich für einen erheblichen Produktionseinbruch der goldenen Kiwifrucht in Neuseeland.
- Pseudomonas syringae pv. aesculi befällt die Gewöhnliche Rosskastanie (Aesculus hippocastanum)
- Pseudomonas syringae pv. aptata befällt Rüben (Beta vulgaris)
- Pseudomonas syringae pv. atrofaciens befällt Weichweizen (Triticum aestivum)
- Pseudomonas syringae pv. dysoxylis befällt Dysoxylum spectabile
- Pseudomonas syringae pv. glycinea befällt Sojabohne (Glycine max)
- Pseudomonas syringae pv. japonica befällt Gerste (Hordeum vulgare)
- Pseudomonas syringae pv. lapsa befällt Weichweizen (Triticum aestivum)
- Pseudomonas syringae pv. maculicola befällt Kartoffeln (Solanum tuberosum)
- Pseudomonas syringae pv. panici befällt Rispenhirsen (Panicum)
- Pseudomonas syringae pv. papulans befällt Holzapfel (Malus sylvestris)
- Pseudomonas syringae pv. phaseolicola befällt Bohne (Phaseolus vulgaris)
- Pseudomonas syringae pv. pisi befällt Erbsen (Pisum sativum)
- Pseudomonas syringae pv. syringae befällt Arten der Gattungen Flieder (Syringa), Prunus und Phaseolus
- Pseudomonas syringae pv. tabaci befällt Tabak (Nicotiana)
- Pseudomonas syringae pv. tomato befällt Tomate (Solanum lycopersicum), wird als Modellpathogen auch für Untersuchungen an Ackerschmalwand (Arabidopsis thaliana) und Nicotiana attenuata verwendet

## Bedeutung in Landwirtschaft und Biotechnologie
Da dieses Bakterium ein Verursacher von Frostschäden bei Pflanzen ist, wurden in den USA 1983 Freilandversuche mit Stämmen, denen das eiskeimbildende Gen fehlt (ice-), unternommen. Ziel war die intraspezifische Konkurrenz zwischen dem Wildtypstamm und dem mutierten Stamm zu fördern und so Frostschäden bei Kartoffelpflanzen zu vermindern. Dies war eine der ersten bewussten Freisetzungen von gentechnisch modifizierten Mikroorganismen.
Aufgrund seiner eisbildenden Eigenschaften wird das Bakterium auch bei der Produktion von Kunstschnee eingesetzt.